# Pleuraphodius luzonensis
Pleuraphodius luzonensis är en skalbaggsart som beskrevs av Rudolph Petrovitz 1972. Pleuraphodius luzonensis ingår i släktet Pleuraphodius och familjen Aphodiidae. Inga underarter finns listade i Catalogue of Life.